# Nitto Denko
La Nitto Denko (日東電工株式会社?, Nittō Denkō Kabushiki-gaisha) è un'azienda giapponese che produce isolanti elettrici, vinili e molti altri prodotti di derivazione plastica quotata alla borsa di Tokyo.
Fu fondata a Osaki, Tokyo, nel 1918 per produrre materiali isolanti. Durante la seconda guerra mondiale tutti gli uffici furono distrutti e l'azienda si è trasferita a Osaka. La Nitto fa parte del Mitsubishi UFJ Financial Group (MUFG) keiretsu.
Dal 2017 è title sponsor delle ATP Finals.